# Doljani (gmina Donji Lapac)
Doljani (serb. Дољани) – wieś w Chorwacji, w żupanii licko-seńskiej, w gminie Donji Lapac. W 2011 roku liczyła 133 mieszkańców.